# 安藤永次郞
安藤 永次郞（あんどう えいじろう）は、日本の明治期の建築家。造営技師。
1893年（明治26年）、京都の権官御殿を二條離宮本丸御殿とした移築工事を、本城清の下で場所付雇として手がける。
1898年（明治31年）に内匠寮技手となり、宮内省に奉職。
1899年（明治32年）には、赤坂仮皇居の御宸居であった三階家、二位局間、御車寄せなどが田母沢御用邸に移築される際、この工事を担当した。
1910年（明治43年）にも、宮城蓮池門を名古屋離宮榎多門内へ正門として移築する工事を担当するなど、重要建物の曳家を多く手がけた。
1914年（大正3年）には宮内技手を任ぜられ、1916年（大正5年）に退官する。